# پایگاه دفاعی ژنرال میچل
پایگاه دفاعی ژنرال میچل (به انگلیسی: General Mitchell Air National Guard Base) یک فرودگاه است . این فرودگاه در کشور ایالات متحده آمریکا قرار دارد .